# Joaquín Godoy Cruz
José Joaquín Godoy Cruz (Santiago de Chile, 7 de diciembre de 1837-Brasil, 27 de agosto de 1901) fue un abogado, diplomático, Ministro de Relaciones Exteriores y de interior durante el gobierno de José Manuel Balmaceda y político (senador) chileno. 
Ejerció como auditor de la Armada, encargado de negocios en el Perú y firmó en Washington la tregua con España en 1871.
Jugó un rol clave en la formación y dirección del Servicio de información e inteligencia de la Cancillería antes y durante la Guerra contra Perú y Bolivia de 1879.

## Biografía

### Familia
Fue hijo de Pedro Godoy Palacios y María Cruz Vergara, y hermano del también abogado Domingo Godoy Cruz quien .: 433 
Como ministro plenipotenciario de Chile en Perú, contrajo matrimonio con Mariana Prevost y Moreira, perteneciente a una noble e importante familia peruana, la unión tuvo un hijo llamado Santiago Godoy Prevost quien siguió la profesión de abogado y notario público en Valparaíso.

### Periodo preguerra
En 1866 fue Auditor de guerra de la Armada de Chile, cargo que ejerció hasta 1868.
Fue enviado a la Legación Chilena en Lima a fines de 1868. En 1871 fue destinado como Ministro Plenipotenciario de Chile en Washington para acordar un pacto de tregua entre España y Chile, volviendo en 1872 como ministro plenipotenciario en Lima, Perú.  Este cargo lo ejerció hasta 1879. Fue trasladado a Ecuador y Brasil con el mismo nombramiento mientras duró la Guerra del Pacífico.
Estando como ministro en Perú, en 1873 se enteró a tres días de la firma y de modo no oficial de la existencia de un Tratado de alianza defensiva entre Perú y Bolivia convenido por el gobierno de Manuel Pardo y Agustín Morales respectivamente, este tratado en sus primeros alcances consideraba a Argentina. Esta información fue enviada al gobierno chileno.
El gobierno encargó a Godoy el conseguir una copia confirmatoria de dicho tratado, con esto Godoy formó una red de información creando un servicio secreto de inteligencia, siendo su precursor, administrador y jefe en funciones .
La confirmación de dicho tratado vino de Carlos Walker Martínez, quien ejercía como ministro plenipotenciario en Bolivia.
Durante el periodo 1873-1874 debió enfrentar las intenciones peruanas de intervenir militarmente junto a Argentina a favor de Bolivia como lo expresó en una carta del ministro de relaciones exteriores del Perú, Riva-Aguero, a su representante en Bolivia, La Torre:: 75 

Agosto 6.--Asi pues, lo que a ésta [Bolivia] conviene es no perder tiempo en dilaciones inútiles que a nada conducirán sino a permitir que Chile se arme suficientemente. Si el gobierno de Bolivia comprende sus intereses, si quiere no perder parte o todo su litoral, debe decir de una vez su última palabra respecto del Tratado de 1866 i de la Convención Corral-Lindsay: debe romper definitivamente esos pactos, bien sea haciendo que la Asamblea estraordinaria desapruebe el uno i resuelva la sustitución del otro por los insuperables inconvenientes que ha encontrado en la práctica, bien sea adoptando otro medio que conduzca al mismo resultado, pero procurando siempre que, el rompimiento de relaciones no lo haga Bolivia sino que sea Chile quien se vea precisado a llevarlo a cabo.

Rotas las relaciones i declarado el estado de guerra Chile no podría sacar ya sus blindados i, sin fuerzas bastantes para atacar con ventaja, se vería en la precisión de aceptar la mediación del Perú, la que en caso necesario se convertiría en mediación armada si las fuerzas de aquella República pretendiesen ocupar Mejillones i Caracoles.

A las anteriores consideraciones puede US. agregar otras que no dudo acabarán de decidir al Gobierno de Bolivia a adoptar la línea de conducta indicada. Me refiero a la casi seguridad que tenemos de la adhesión a la alianza por parte de la República Arjentina.
José de la Riva Agüero, Ministro de Relaciones Exteriores del Perú Carta del 6 de agosto de 1873 al Embajador peruano en Bolivia Aníbal Víctor de la Torre

Tras la llegada de los blindados chilenos Cochrane y Blanco a Antofagasta, Perú, en inferioridad naval, adoptó una política de cautela diplomática y en el Tratado de Amistad, Comercio y Navegación de 1877 entre Chile y Perú acordó la equivalencia de derechos mercantiles para ciudadanos y empresas de ambos países, franquicias para el comercio de productos de importación y exportación y recurrir al arbitraje en caso de diferencias. Adicionalmente se plantearon reglas para disminuir los efectos de un hipotético conflicto bélico entre ambos países, normando del mismo modo posibles guerras con terceros países. El tratado no fue ratificado por el Congreso de Chile.
Bolivia solicitó a Perú la declaración del casus foederis. Perú ofreció a Chile y Bolivia mediar en el asunto. Ambos gobiernos aceptaron la oferta. Cuando el mediador José Antonio de Lavalle en Santiago y el presidente del Perú Ignacio Prado fueron cuestionados por el gobierno de Chile sobre la existencia de un tratado secreto de alianza entre Perú y Bolivia, el gobierno peruano reconoció públicamente por primera vez la existencia del tratado. 
Tras el intento boliviano de imponer el Impuesto de los 10 centavos, fue él quien recibió de parte del presidente de Perú Mariano Ignacio Prado la confirmación oficial de la existencia del tratado secreto de alianza defensiva Peruano-Boliviano, que fue el pretexto para que Chile declare la guerra al Perú el 5 de abril de 1879. Con la confirmación de la existencia de tal acuerdo secreto finalizó la Mediación de Lavalle en Chile.

### Durante la guerra
Una vez declarada la guerra, como era de esperarse Godoy fue expulsado de Perú y se trasladó a Ecuador con la misión de lograr una alianza contra Perú lo que no pudo obtener, pero consiguió que el gobierno permaneciera neutral a pesar de una corriente mayoritaria en la población contraria a Chile.
La abundante y detallada información de inteligencia conseguida por una eficiente red de informantes y ejecutivos tanto en Perú, Bolivia y Europa fue vital para la estrategia militar chilena en la guerra ya desatada. Gracias a su administración, se pudo bloquear la compra de material de guerra que realizó el Perú en astilleros y fábrica de armamentos en Europa apoyado por la incansable gestión de Alberto Blest Gana se pudo adquirir mediante astutas triangulaciones, abundante material de guerra moderno para el Ejército de Chile durante la  el conflicto.  En el Ejército al servicio secreto se le apodaba como la "oficina política" y el nexo entre la cancillería y las fuerzas armadas era el contralmirante Patricio Lynch.
Durante la Campaña de Lima acompañó al ejército ya como ministro plenipotenciario: 607–608  y estuvo presente en la reunión que debió decidir si el ataque a Chorrillos sería frontal o envolvente: 654  así como en la reunión con representantes diplomáticos para acordar el Armisticio de San Juan.: 679 
Godoy entró a Lima con el ejército chileno el 17 de enero y pudo encontrar en el ministerio de relaciones exteriores de Perú lo que Gonzalo Bulnes llama "Papeles de Godoy", estos son las comunicaciones entre los sucesivos ministros y sus representantes respectivos en el exterior y que han servido para esclarecer los hechos acaecidos durante esos años.: 100–101 
Tras la ocupación de Lima, el gobierno lo nombró ministro plenipotenciario en Lima a mediados de mayo de 1881 donde intentó negociar con Francisco García Calderón, pero este dilató las conversaciones suponiendo que los EE. UU. intervendrían a favor de Perú.: 75–80  El 4 de agosto de 1881, Godoy no persistió en negociar y solicitó a Patricio Lynch el desarme, en todos los sentidos de la palabra, del gobierno de García Calderón y él mismo volvió a Chile.: 87 
Para contrarrestar las maniobras intervencionistas del secretario de estado estadounidense James G. Blaine y su representante en Lima S. Hurlbut, fue enviado por el gobierno junto con José Abelardo Núñez a Norteamérica con el fin de aclarar a través de la prensa las razones de la prolongación de la guerra. Viajó para reemplazar a Marcial Martínez Cuadros que fue enviado a Inglaterra. Tras la muerte de James A. Garfield, su sucesor Chester Alan Arthur desistió de la política que había sostenido el rechazo peruano a la cesión territorial.: 147 
Godoy, o Godoi como lo escribe Gonzalo Bulnes, se mostró positivamente impresionado por la opinión pública de los Estados Unidos. En un informe al presidente D. Santa María escribió:
29 de septiembre de 1882: Desde que conozco este país ha sido firme creencia mía, que en él no llegarán a prevalecer planes de política internacional inicuos, temerarios, ni simplemente imprudentes: que podrán surjir tentativas aventureras, i que no faltarán quienes las sustenten con enerjia, con audacia, i hasta con cierta habilidad, pero que ellas, quienes quiera que sean sus ausiliares, i por altamente colocadas que se hallen en los círculos sociales o politicos, se estrellarán infaliblemente al fin después de lucha mas o menos difícil i prolongada, si se quiere, contra la opinion pública ilustrada, recta, i sobresalientemente dotada de buen sentido i de espíritu de equidad que impera en este pais.: 320 
En diciembre de 1882, durante la Campaña de la Breña, se entrevistó con Nicolás de Piérola en los EE. UU. y si bien entretanto Piérola habría aceptado la cesión territorial, exigía que Chile pagase las deudas peruanas. Piérola, tras la entrevista, interrumpió su regreso a Perú y volvió a Francia.: 328–329 
En marzo de 1883 informó al gobierno de Santiago que el secretario de estado Frelinghuysen en vista de una posible intervención europea le había presionado para que Chile terminara la guerra de cualquier modo. Según Bulnes, esa fue la razón invocada por algunos de porqué el Tratado de Ancón que finalizó la guerra tenía tantas incongruencias producto del apuro. Bulnes niega tal inferencia.: 372–375 
Terminada la guerra, el servicio secreto de la Cancillería fue disuelto y sus integrantes continuaron con sus ocupaciones en tiempos de paz.

### Después de la guerra

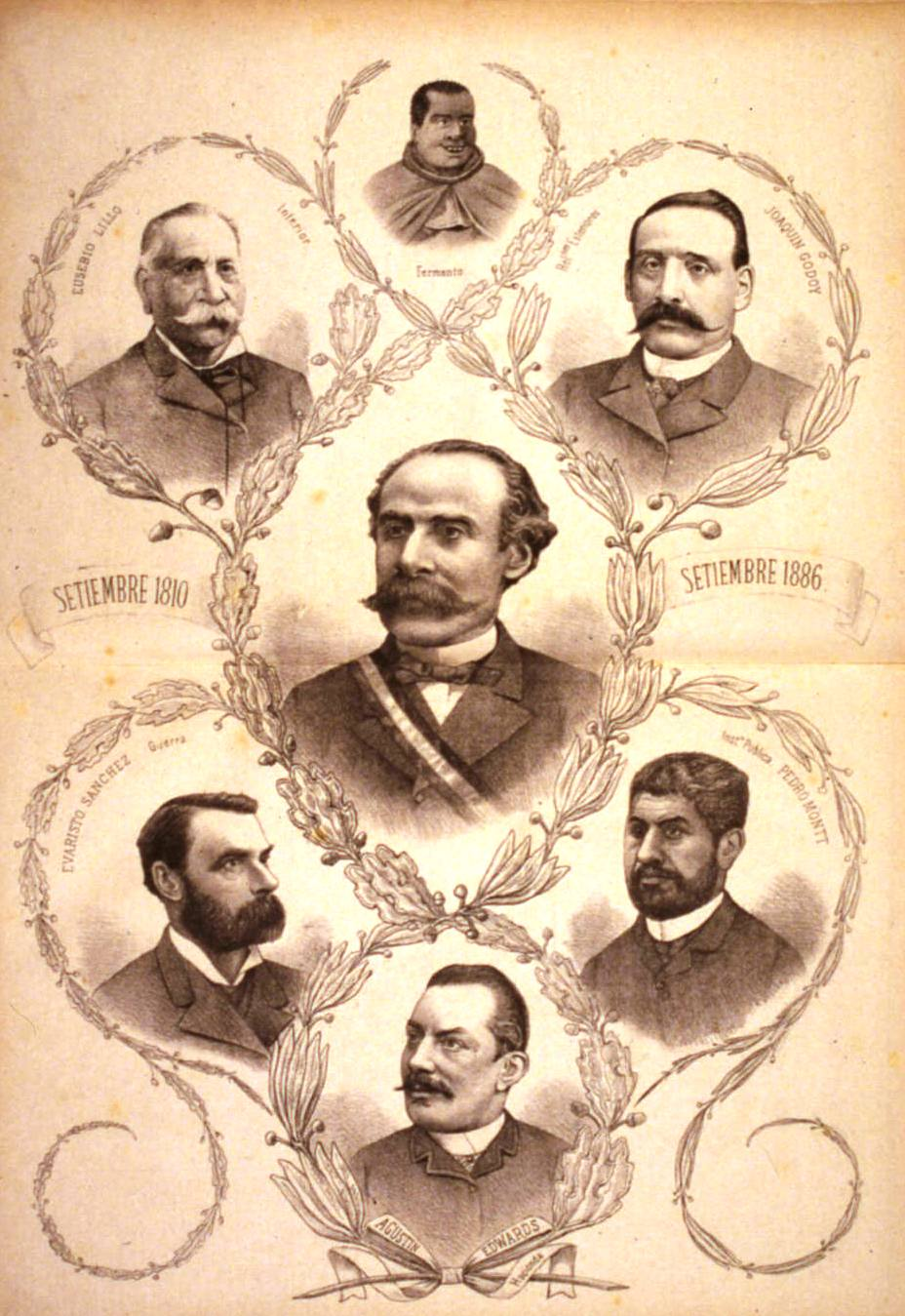
Joaquín Godoy Cruz como parte del gabinete del presidente Balmaceda.

Tiempo después Godoy fue embajador de Chile en Ecuador y Brasil, y en 1886, asumió como Ministro de Relaciones Exteriores y de Interior del Presidente José Manuel Balmaceda. Posteriormente fue ministro Plenipotenciario de Chile en Francia y tras la Revolución de 1891 quedó apátrida por ser ex-balmacedista, se radicó en Argentina hasta 1895 y se retiró a Brasil.
Falleció en Brasil, y sus restos fueron repatriados y sepultados en el Cementerio General de Santiago, el 16 de octubre de 1902.

## Personalidad
Parvex, indica que Godoy Cruz era una persona culta, social y muy afable, mantuvo estrecha amistad con los presidentes peruanos, José Balta, Manuel Pardo y Mariano Ignacio Prado Ochoa quienes lo recibían sin previa cita en sus despachos con tan solo avisar al secretario personal.
Mario Barros van Buren lo considera uno de los más talentosos miembros de la "Generación de 1865" que fue promovida por Abdón Cifuentes desde 1867 y que representaría a Chile durante el periodo de la Guerra del Pacífico: Alberto Blest Gana, Francisco Astaburuaga Cienfuegos, Carlos Walker Martínez, Carlos Morla Vicuña, Marcial Martínez Cuadros, Maximiano Errázuriz Valdivieso, etc.: 225 
Pese a sus grandes logros, en la vida familiar, fue conocido por el maltrato hecho a su esposa Mariana Prevost y sus hijos/as, estos últimos, recibiendo amenazas de muerte por parte de su propio padre, por defender a su madre. En sus declaraciones, ella aseguró que el tratamiento de que era víctima en el hogar doméstico llegó a convertirse en verdadera servicia, apercibiéndose de ellos el público, y aun la prensa, pues su marido no podía ocultar fácilmente el mal trato que el infería. En marzo de 1889, se presentarían ante la justicia chilena para la petición de divorcio perpetuo, pues su esposa fue incapaz de soportar las agresiones que él le infligía de manera pública. Así fue como este hecho público llegó a los oídos del propio Presidente chileno de la época, Domingo Santa María, a través de una carta de Logan (funcionario diplomático estadounidense), en donde declaraba incorrecta la conducta privada del señor Godoy en Washington, y como inconveniente y desgraciada la condición de sus relaciones domésticas; las agresiones cometidas por Godoy eran de conocimiento internacional. Pese a ello, él continuó en cargos públicos de relevancia, como el cargo de Ministro de Relaciones Exteriores del presidente José Manuel Balmaceda.

## Honores
Actualmente, en la comuna de La Reina (Chile), una calle lleva su nombre.